# Ordre du Lion norvégien
L'ordre du Lion norvégien fut une éphémère décoration norvégienne créée en 1904 le roi Oscar II de Suède et de Norvège, puis décernée pendant moins d'un an.

## Historique
Créé par le roi Oscar II de Suède et de Norvège le 21 janvier 1904 (jour de son anniversaire) « en souvenir des glorieux évènements associées aux vénérables armoiries de la Norvège », l'ordre du Lion norvégien fut d'un rang équivalent à l'ordre suédois des Séraphins et supérieur à celui de Saint-Olaf. Mais cet accroissement du système de récompense reçut un accueil mitigé de la part des dirigeants politiques norvégiens.
L'ordre devait compter 12 chevaliers (outre les héritiers du trône norvégien, les souverains et chefs d'État étrangers) mais seulement 11 personnes en furent décorées avant sa disparition.
Après la dissolution de l'union entre la Suède et la Norvège le 26 août 1905, plus aucun chevalier ne fut nommé. Ainsi, le roi Oscar II n'a jamais eu l'occasion de décerner cet ordre à des Norvégiens.
Le 29 janvier 1906, par modification de l'ordre de préséance, les chevaliers de l'ordre du Lion norvégien furent classés au même rang que les grand-croix de l'ordre de Saint-Olav.
Le roi Haakon VII de Norvège choisit de ne pas maintenir cet ordre et ne l'a jamais porté. Il le supprima officiellement le 11 mars 1952 et le dernier récipiendaire vivant, le roi Gustave VI Adolphe de Suède, décéda en 1973.

## Insignes[2]
Les insignes de l'ordre furent dessinés Torolf Prytz et sa maison de joaillerie fabriqua les 11 exemplaires.
Ils se composent :
- d’un collier alternant le monogramme du roi couronné et des lions
- un pendentif formé d’un médaillon ovale en or, cerclé de feuillages portant à l’avers, sur champs d’émail rouge le lion rampant brandissant la hache de Saint Olaf et au revers la devise de l’ordre
- une plaque

Le cordon est en soie moirée bleue avec des bandes latérales rouges et blanches.

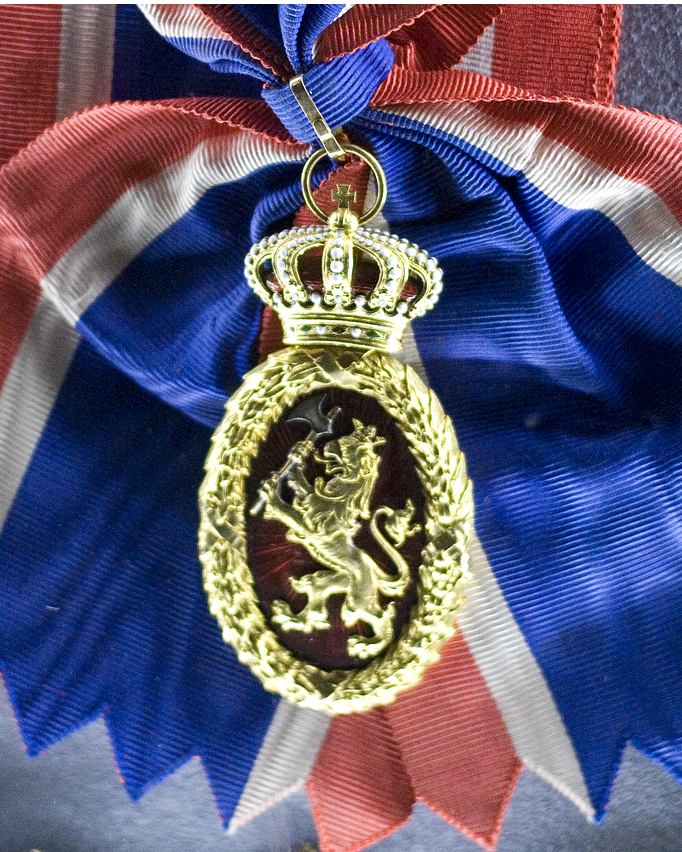
Écharpe et bijoux de l'ordre du Lion norvégien.
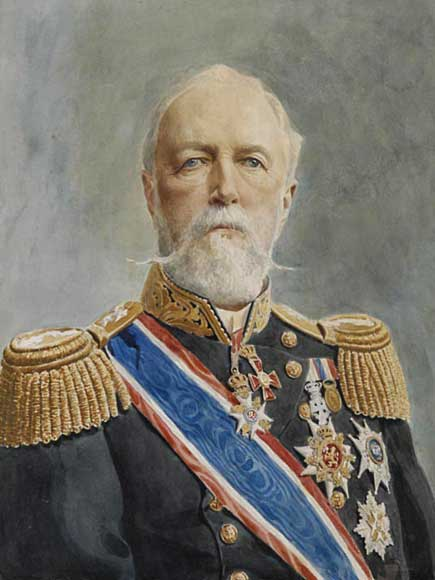
Le roi Oscar II portant l'écharpe et l'étoile de l'ordre du Lion norvégien.
Collier de l'ordre du Lion norvégien.

## Liste complète des récipiendaires
- Le roi Oscar II de Suède le 21 janvier 1904.
- le prince héritier Gustave de Suède le 21 janvier 1904.
- Le prince Carl de Suède le 21 janvier 1904.
- Le prince Eugen de Suède le 21 janvier 1904.
- Le prince Gustave Adolphe de Suède le 21 janvier 1904.
- Le prince Guillaume de Suède le 21 janvier 1904.
- Le prince Erik de Suède le 21 janvier 1904.
- L'empereur Guillaume II d'Allemagne le 27 janvier 1904.
- L'empereur François-Joseph Ier d'Autriche-Hongrie le 5 avril 1904.
- Le roi Christian IX de Danemark le 10 septembre 1904.
- Le président de la République française Émile Loubet le 1er décembre 1904.
- Le roi Haakon VII de Norvège devint le grand-maitre le 18 novembre 1905 mais ne le porta jamais.

## Sources
- (en) Cet article est partiellement ou en totalité issu de l’article de Wikipédia en anglais intitulé « Order of the Norwegian Lion » (voir la liste des auteurs).